# Frans Dhia Putros
Frans Dhia Putros (født 14. juli 1993) er en dansk professionel fodboldspiller af irakisk afstamning, der spiller for Port F.C., Bangkok, Thailand. Han kan spille alle pladser i forsvaret.
Han er bror til superligadommeren Sandi Putros.

## Karriere

### AGF
Putros kom til AGF fra IK Skovbakken i 2004. Her spillede han resten af sin ungdomstid. I 2005 var Putros med til at vinde lilleput DM, hvor han blandt andet spillede på hold sammen med Viktor Fischer og Jens Jønsson på holdet. I 2012 permanent blev han rykket op i førsteholdstruppen.
Han har både repræsenteret AGF i superligaen og i landspokalen. Hans debut i Superligaen kom den 16. november 2012, hvor han spillede hele kampen mod FC Nordsjælland.
I september 2013 blev Putros lejet ud fra AGF til 1. divisionsklubben Silkeborg IF på en aftale for resten af 2013. Da han ikke havde udsigt til spilletid på AGF's førstehold fik han i december 2013 ophævet sin kontrakt med klubben.

### Silkeborg IF
Kort efter ophævelsen af kontrakten med AGF indgik Putros en kontrakt med Silkeborg IF frem til sommeren 2015.

### FC Fredericia
Den 18. januar 2017 blev det offentliggjort, at Frans Dhia Putros skiftede til FC Fredericia, hvor han skrev under på en toårig kontrakt.

### Hobro IK
Det blev i august 2017, at Putros ville lade sin kontrakt med FC Fredericia udløbe ved udgangen af 2017, hvorefter han ville skifte til Superligaklubben Hobro IK. Han skrev under på en toårig kontrakt.
Han fik sin officielle debut for Hobro IK i Superligaen den 20. februar 2018, da han startede inde og spillede alle 90 minutter i et 0-1-nederlag hjemme til AGF. Sit første mål for Hobro IK i Superligaen scorede han den 25. februar, hvor han reducerede til 1-2, som kampen også endte, til FC Midtjylland. Han spillede i alt ti kampe i sin første halvsæson.
Efter kontraktudløb den 31. december 2019, forhandlede Putros og Hobro IK om en ny kontrakt, men kunne ikke blive enige.

### Viborg FF
Dagen efter nyheden om at han og Hobro IK ikke kunne blive enige om en ny kontrakt, blev han præsenteret i Viborg FF.

## Landsholdskarriere
Frans Dhia Putros har repræsenteret Danmarks U-20 landshold tre gange, hvor hans debut var mod Chile den 23. juli 2012. En kamp Danmark vandt 2-1.